# Thisbe (Nymphe)

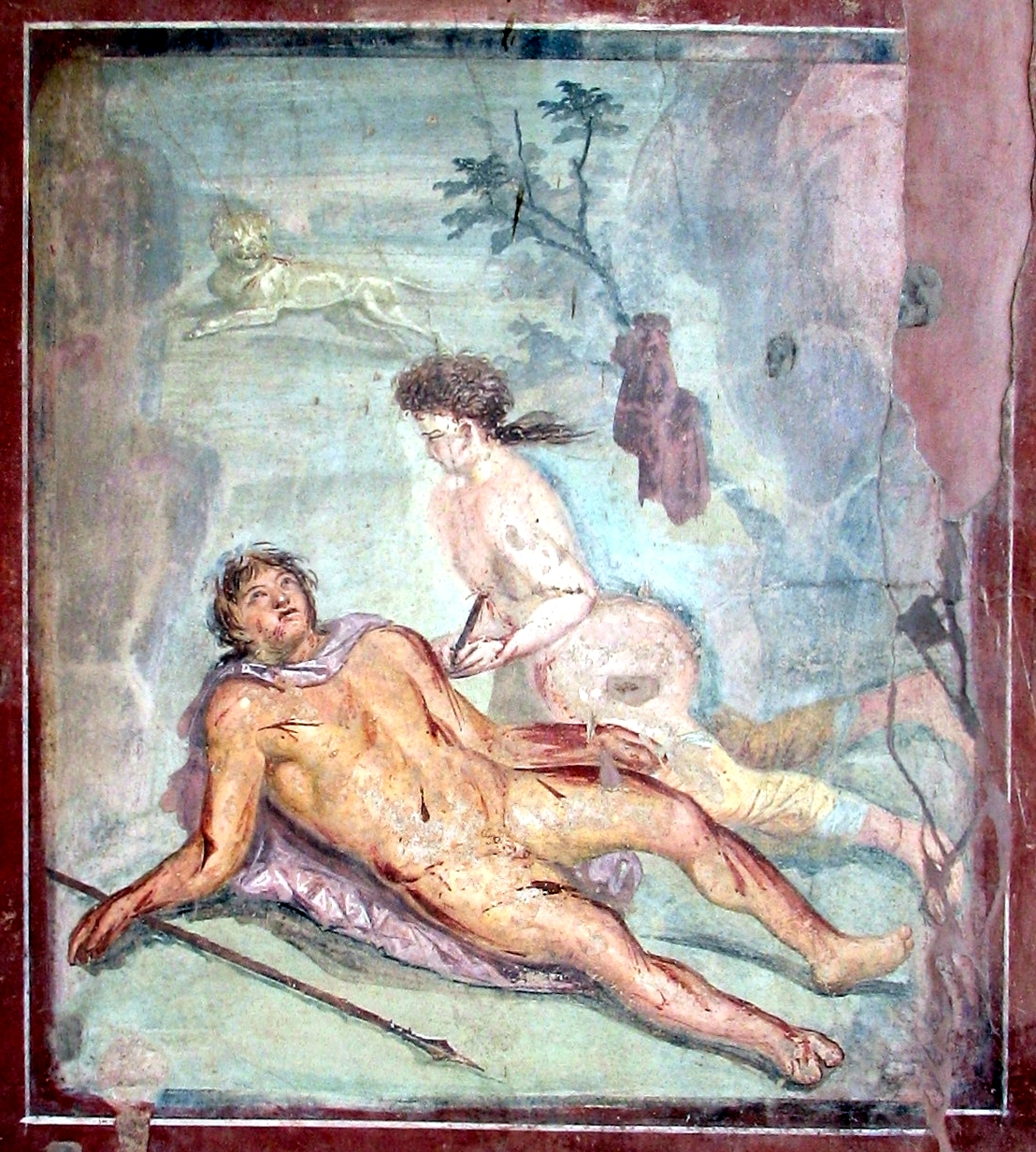
Lucius Pyramus und Thisbe

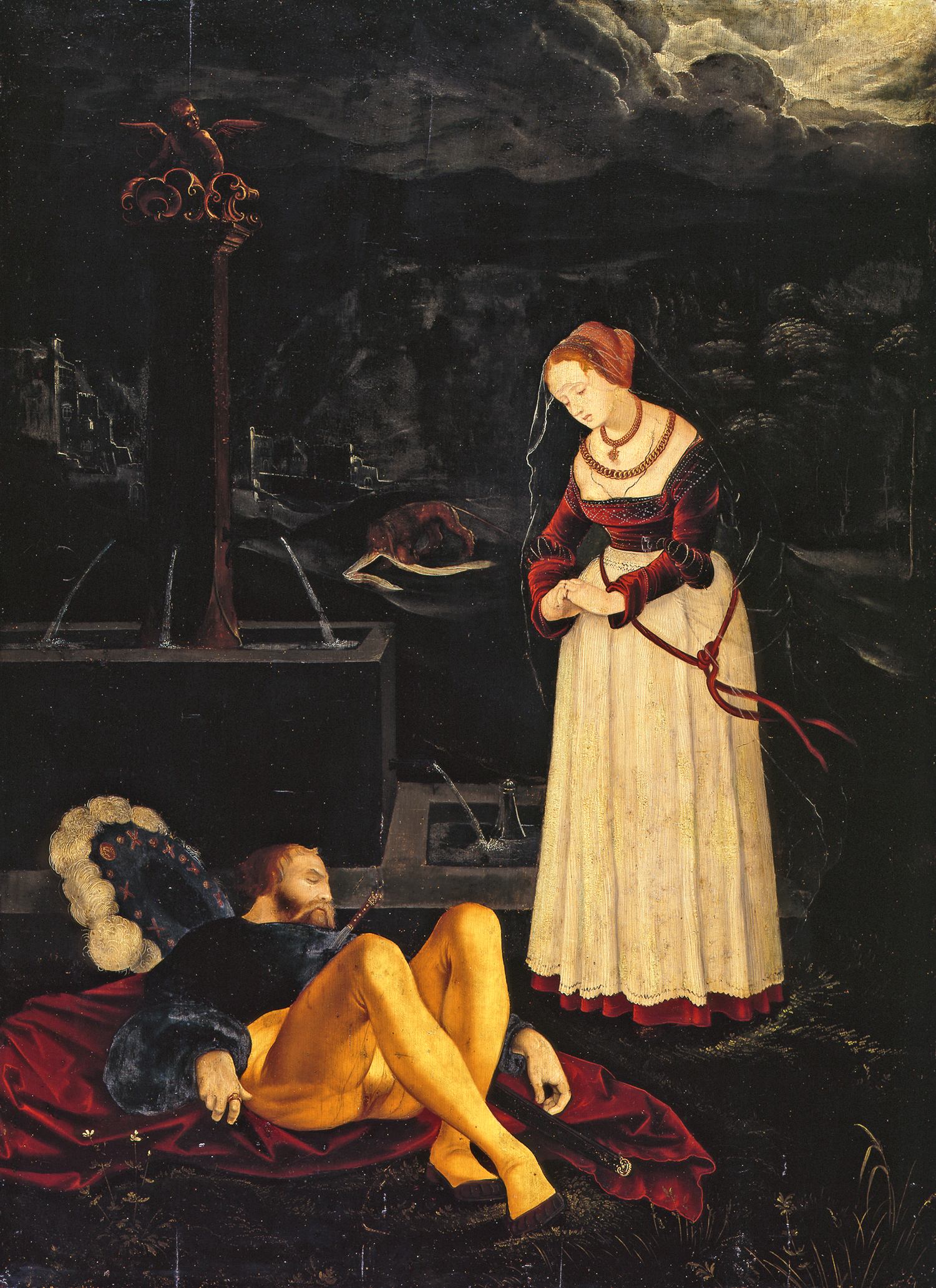
Baldung – Pyramus und Thisbe, um 1530, 1875

Thisbe (altgriechisch: Θίσβη) ist eine boiotische Nymphe. Nach ihr ist unter anderem die Stadt Thisbe benannt, wie Pausanias berichtet. Sie wird auch als Quell- oder Brunnennymphe (sog. Najade) bezeichnet.
Wesentliche Bekanntheit erlangte die Nymphe in der Geschichte von Pyramus und Thisbe aus den Metamorphosen des Dichters Ovid (4. Buch der Ersten Pentade). Die beiden unglücklich Liebenden (ihre babylonischen Eltern sind verfeindete Nachbarn) können nicht zueinander kommen. Als sie sich verabreden, vermeint Pyramus, dass Thisbe von einer Löwin getötet wurde, und stürzt sich in sein Schwert. Als Thisbe Pyramus sterbend in dessen Irrtum vorfindet, stürzt sie sich in dasselbe Schwert. Von den Göttern in eine Quelle (Thisbe) und in einen Fluss (Pyramus) verwandelt, werden auch die sterblichen Überreste verbrannt in einer Urne vereint. Hier soll die über den Tod hinaus fortdauernde Liebe manifestiert werden.
Es wird vermutet, dass Ovid den Stoff aus einer kilikischen Erzählung nahm und nach Babylon versetzte, sowie dass Thisbe als Nymphe eine Tochter des Flusses Termassos sei.
Die Bearbeitung des Stoffes im Spätmittelalter, in der Renaissance und im Barock durch Giovanni Boccaccio, Geoffrey Chaucer, John Gower, Andreas Gryphius, Johann Adolph Hasse und William Shakespeare zeigt, wie fruchtbar das Motiv für die Erzählung auch noch in jüngeren Zeiten ist.
Das Motiv hielt auch Einzug in die bildenden Künste (z. B. Lucas Cranach der Ältere, Hans Baldung Grien, Nicolas Poussin).

## Asteroid
Nach Thisbe ist der Asteroid (88) Thisbe benannt.

## Übersichten
- Wilhelm Heinrich Roscher: Ausführliches Lexikon der griechischen und römischen Mythologie, 1884 ff.
- Gustav Türk: Thisbe 1. In: Paulys Realencyclopädie der classischen Altertumswissenschaft (RE). Band VI A,1, Stuttgart 1936, Sp. 286 f.